# NGC 3999
NGC 3999 es una galaxia lenticular de tipo S0 en la constelación de Leo. De brillo muy tenue, su magnitud aparente es 14,7.
Fue descubierta el 25 de abril de 1878 por Lawrence Parsons.